# Copocrossa harpina
Copocrossa harpina là một loài nhện trong họ Salticidae.
Loài này thuộc chi Copocrossa. Copocrossa harpina được Eugène Simon miêu tả năm 1903.